# 蕭圓正
蕭圓正（6世紀—553年），字明允，南蘭陵郡蘭陵縣人，南朝梁武陵王蕭紀之第二子。

## 生平
蕭圓正初以王子例封江安縣開國侯，食邑五百戶，後出任西陽太守，有惠政，歸附者很多。太清二年（548年），侯景之亂爆發，蕭圓正收攬兵眾將近一萬人。太清三年（549年），建康城被攻破，荊州刺史、湘東王蕭繹奉詔承制，蕭圓正卻盤踞在長江中游，不聽從蕭繹的命令。
太清六年（552年）三月，侯景之亂平定。四月，益州刺史蕭紀在成都稱帝，改元天正，封蕭圓正為西陽郡王。湘東王蕭繹因蕭紀稱帝而籌劃伐蜀，遂將準備入蜀的蕭圓正署為平南將軍，召至江陵。蕭圓正到達江陵後，被南平嗣王蕭恪等人灌醉後囚於獄中。同年十一月，梁元帝蕭繹在江陵稱帝，改元承聖。蕭繹作詩「回首望荊門，驚浪且雷奔，四鳥嗟長別，三聲悲夜猿」以勸降蕭紀，蕭圓正在獄中聽聞此時後連句道：「水長二江急，雲生三峽昏，願貰淮南罪，思報阜陵恩。」蕭繹看到詩後亦哭泣。
天正二年（553年）七月，蕭紀與其子竟陵王蕭圓滿兵敗被殺，皇太子蕭圓照、南譙王蕭圓普等兄弟三人被收捕至江陵。三人尚未到江陵時，蕭繹派人對蕭圓正說：「西軍已敗，汝父不知存亡。」意欲使其自裁。蕭圓正聽到此話後，不願自殺，號哭盡哀，稱禍難都是長兄蕭圓照造成的。蕭繹既知蕭圓正不願自殺，又將其押送至廷尉獄。蕭圓照到江陵後，蕭圓正在獄中對其說：「阿兄，何乃亂人骨肉，使酷痛如此。」蕭圓照無言可對，只說是計策失誤。蕭繹断绝蕭圓正兄弟的饮食，蕭圓正兄弟因飢餓而咬自己的胳膊吃，十三日後方死，天下人听到后都感到悲伤。